# Gran mufti della Libia
Il gran mufti della Libia è la suprema autorità giuridica islamica sunnita della Libia. Egli è a capo della Dar al-Ifta, cioè l'ufficio responsabile delle Decisioni religiose, fatwe, che, sebbene non legalmente vincolanti, esercitano nondimeno una notevole influenza morale nella politica e nelle decisioni del governo.

## Quadro normativo
A seguito della caduta del regime di Muʿammar Gheddafi, il Consiglio Nazionale di Transizione istituì nel febbraio 2012 la Dar al-Ifta ("Casa della Fatwā"), e il presidente Mustafa Abdel Gelil vi pose a capo, come gran mufti, lo sceicco Sadiq al-Ghariani, che era stato tra i primi contestatori del regime nel periodo della rivoluzione del 2011. 
Nel 2014 il generale Haftar ordinò lo scioglimento del Congresso nazionale generale di Tripoli e del governo di Omar al-Hassi, inaugurando un governo parallelo a Tobruk. Il gran mufti Ghariani, fuggito a Exeter, in Gran Bretagna, attraverso il canale televisivo Tanasuh TV continuò a sostenere la legittimità del governo di Tripoli, accusando il generale Haftar di voler ricostituire un regime analogo a quello di Gheddafi, ed esortò al jihād in difesa del GNC. A causa del suo sostegno alla coalizione islamista Alba libica, alleata del Consiglio della Shūra di Bengasi, di cui era parte Ansar al Sharia, ramo libico di Al Qaida, Ghariani fu accusato di favorire il terrorismo da diversi deputati della Camera dei rappresentanti di Tobruk, che ne richiesero la destituzione dall'Ufficio della Dar al-Ifta. Anche il governo britannico lo accusò di sostegno al terrorismo vietandogli di risiedere nel Paese, ma nel frattempo Ghariani era tornato a Tripoli, rientrata in controllo di Alba libica. Nel novembre 2014, la Camera dei Rappresentanti di Tobruk destituì Ghariani dall'incarico di mufti, ma l'Ufficio della Dar al-Ifta, a Tripoli, non riconobbe legittimità al parlamento di Tobruk e mantenne in carica Ghariani (nell'ambito del governo di Tripoli). Nel 2017, a seguito della crisi del Qatar, la Camera dei Rappresentanti iscrisse il nome dell'ex mufti Ghariani, assieme a quelli di alti esponenti del governo di Tripoli destituito nel 2014, in una lista di persone considerate legate al terrorismo o ai Fratelli Musulmani. Ghariani è rimasto in carica nel governo di Tripoli fino alle sue dimissioni nel gennaio 2019. 

## Pronunciamenti
- Nell'ottobre 2012, il gran mufti richiese al Ministro dell'Educazione la rimozione dei riferimenti alla democrazia e alla libertà religiosa dai libri di testo[11][12];
- nel marzo 2013, fu emessa una Fatwā contro un documento dell'ONU, ritenuto incompatibile col Corano in diversi aspetti, concernenti la parità di genere, la successione ereditaria, la libertà sessuale e i figli illegittimi[11][12].
- Nel marzo 2013 il gran mufti emise una fatwa chiedendo al governo di impedire i matrimoni tra donne libiche e uomini stranieri[13][14], appello che fu raccolto dal Ministero degli Affari Sociali sospendendo le licenze di matrimonio[15];
- nell'aprile 2013, il gran mufti dichiarò immorale la commistione dei generi nelle scuole, università, e ambienti di lavoro[11][12];
- nell'ottobre 2013, una Fatwā prescrisse il velo per le professoresse che insegnavano a studenti maschi, anche se il Ministero dell'Educazione in una circolare specificò che la fatwa non avesse valore legale[11][12].
- Nel maggio 2014 il mufti ha invitato il governo a proibire l'importazione di biancheria femminile straniera, in quanto troppo provocante rispetto a quella autoctona[16].
- nel giugno 2014 il gran mufti Ghariani, in esilio nel Regno Unito, dal canale televisivo Tanasuh TV ha accusato il generale Haftar di voler ricostituire un regime analogo a quello di Gheddafi, ed ha esortato al jihād in difesa del Congresso nazionale generale di Tripoli e del governo di Omar al-Hassi[4]

(governo di Tripoli)
- nell'agosto 2015, la Dar-al-Ifta ha emesso una fatwa, rivolgendosi per la prima volta anche al governo di Tobruk, invitando entrambi i governi libici ad unirsi per combattere l'ISIS a Sirte, definendolo un "cancro" e una "contaminazione" dell'islam[17];
- nell'ottobre 2015, il gran mufti ha ribadito la necessità del riconoscimento legale della Shari'a nella futura Costituzione della Libia[18];
- nel febbraio 2016, in risposta a un'interrogazione del Ministero dell'Educazione (del governo di Tripoli), il mufti ha ribadito che le professoresse devono portare il velo se insegnano a studenti che abbiano raggiunto la pubertà, che le studentesse non devono truccarsi o usare profumi che le rendano troppo appetitose, e che la soluzione ottimale sarebbe istituire classi separate per maschi e femmine[19]
- nel marzo 2016, il gran mufti ha accettato di sostenere gli accordi di Skhirat tra i due governi rivali e di mediare tra il Congresso nazionale generale del presidente Nuri Busahmein ed il Governo di Accordo Nazionale riconosciuto dall'ONU, del presidente Fayez al-Sarraj, esortando le milizie islamiste di Tripoli ad aderire agli accordi di riconciliazione[20], ma richiedendo in cambio degli emendamenti agli accordi concernenti la non equiparazione delle milizie a terroristi e il ruolo della Shari'a nella Costituzione[21][22][23].

## Storia
La figura del gran mufti è stata introdotta nel periodo della dominazione ottomana, istituendo un sistema giuridico separato per i sunniti malikiti e hanafiti.
A questa impostazione prettamente giuridica si contrappose in Libia l'ampio consenso popolare delle confraternite sufi, in particolare quella dei Senussi, fondata nel 1837 e centrata nella città di Beida in Cirenaica. Questo movimento fu molto attivo nel periodo della Libia italiana e successivamente ebbe un ruolo fondativo della monarchia, con il re Idris al Senussi.
Nel 1951 il re Idris istituì il Ministero degli Affari religiosi (Hayat al Awqaf), affidandolo alla guida dello sceicco Mohamed Abulsaeed el Jalem, che contribuì a dare legittimità alla nuova istituzione monarchica e alla legislazione. Nel 1961, per impulso dei Senussi, venne anche fondata a Beida l'Università islamica di Mohammed bin Ali al-Sanusi (in seguito dedicata a Omar Al-Mukhtar nel periodo della Jamāhīriyya).
A seguito del colpo di Stato del 1969, il colonnello Muʿammar Gheddafi ricercò il sostegno degli oppositori della monarchia, istituendo la Dar-al Ifta, con il compito di valutare la legislazione del proprio Comitato Rivoluzionario (Majlis al Thawrah), ponendovi a capo come Muftī lo sceicco Taher Ahmed Al Zawi. 
Successivamente, nella seconda metà degli anni Settanta, Gheddafi cercò di restringere il ruolo degli ulema e dello stesso mufti da lui nominato, imponendo una visione personale dell'islam, che facesse riferimento al solo Corano e non anche alla Shari'a, interpretato secondo i dettami di un proprio libro verde. 
Negli anni Novanta si affermò in Libia anche l'islam salafita, soprattutto ad opera di mujaheddin tornati dall'Afghanistan.

## Lista
- sceicco Mohamed Abulsaeed el Jalem (1951-1969)
- sceicco Taher Ahmed Al Zawi (1969-1975)
- Mu'ammar Gheddafi (1975-2011)
- sceicco Sadiq Al Ghariani, (febbraio 2012-novembre 2014; in Tripolitania fino al gennaio 2019)